# Ander Elosegi
Ander Elosegi Alkain (Irún, 14 de noviembre de 1987) es un deportista español que compite en piragüismo en la modalidad de eslalon.
Ganó tres medallas en el Campeonato Mundial de Piragüismo en Eslalon, en los años 2009 y 2019, y dos medallas de bronce en el Campeonato Europeo de Piragüismo en Eslalon, en los años 2016 y 2022.
Participó en cuatro Juegos Olímpicos de Verano, obteniendo el cuarto lugar en Pekín 2008, el cuarto en Londres 2012, el octavo en Río de Janeiro 2016 y el octavo en Tokio 2020, en la prueba de C1.

## Palmarés internacional
| Campeonato Mundial | Campeonato Mundial             | Campeonato Mundial | Campeonato Mundial |
| Año                | Lugar                          | Medalla            | Competición        |
| ------------------ | ------------------------------ | ------------------ | ------------------ |
| 2009               | Seo de Urgel (España)          | Medalla de bronce  | C1 por equipos     |
| 2019               | Seo de Urgel (España)          | Medalla de plata   | C1 individual      |
| 2019               | Seo de Urgel (España)          | Medalla de plata   | C1 por equipos     |
| Campeonato Europeo |                                |                    |                    |
| Año                | Lugar                          | Medalla            | Competición        |
| 2016               | Liptovský Mikuláš (Eslovaquia) | Medalla de bronce  | C1 individual      |
| 2022               | Liptovský Mikuláš (Eslovaquia) | Medalla de bronce  | C1 por equipos     |